# رود سلبه
رود سلبه (به لاتین: Selbe River) یک رود در مغولستان است.